# Rowan Hamilton
Rowan Hamilton (* 29. Januar 2000 in Chilliwack) ist ein kanadischer Leichtathlet, der sich auf den Hammerwurf spezialisiert. 2022 gewann er in dieser Disziplin bei den NACAC-Meisterschaften die Bronzemedaille.

## Sportliche Laufbahn
Erste internationale Erfahrungen sammelte Rowan Hamilton im Jahr 2017, als er bei den U20-Panamerikameisterschaften in Trujillo mit einer Weite von 61,77 m den siebten Platz mit dem leichteren 6-kg-Hammer belegte. 2019 siegte er mit 75,35 m bei den U20-Panamerikameisterschaften in San José und 2022 schied er bei den Weltmeisterschaften in Eugene mit 74,02 m in der Qualifikationsrunde aus. Anschließend belegte er bei den Commonwealth Games in Birmingham mit 67,76 m den neunten Platz, ehe er bei den NACAC-Meisterschaften in Freeport mit 74,36 m die Bronzemedaille hinter den US-Amerikanern Rudy Winkler und Daniel Haugh gewann. Im Jahr darauf verpasste er bei den Weltmeisterschaften in Budapest mit 74,14 m den Finaleinzug. 2024 wurde er NCAA-Collegemeister, ehe er bei den Olympischen Sommerspielen in Paris mit 76,59 m im Finale auf Rang neun gelangte.